# Moose Blood
I Moose Blood sono un gruppo musicale emo inglese formatosi a Canterbury nel 2012. Sono stati sotto contratto con la No Sleep Records e con la Hopeless Records. Il nome del gruppo (letteralmente: "sangue di renna") deriva da una scena del film Bee Movie.
Dopo la pausa presa dalla band nel 2018 a seguito delle accuse di molestia sessuale verso il batterista Glenn Harvey (uscito dal gruppo nel 2017), i Moose Blood hanno annunciato il ritorno con un concerto all'Underworld Camden di Londra, l'8 giugno 2024, per festeggiare i dieci anni del disco d'esordio I'll Keep You in Mind, From Time to Time.

## Stile musicale e influenze
Lo stile musicale dei Moose Blood è stato descritto come emo, pop punk, alternative rock ed emo pop. La loro musica è stata paragonata a quella di band come i Brand New, i The Get Up Kids e gli American Football.

## Formazione

### Finale
- Eddy Brewerton – voce, chitarra ritmica (2012-2018)
- Mark E. Osbourne – chitarra, cori (2012-2018)
- Kyle Todd – basso (2013-2018)
- Lee Munday – batteria (2017-2018)

### Ex componenti
- Glenn Harvey – batteria (2012-2017)
- Sam Bradford – basso (2012-2013)

## Discografia

### Album in studio
- 2014 – I'll Keep You in Mind, From Time to Time
- 2016 – Blush
- 2018 – I Don't Think I Can Do This Anymore

### EP
- 2013 – Moving Home

### Split
- 2013 – Departures/Moose Blood

### Demo
- 2012 – Bukowski Demo (Summer '12)

### Singoli
- 2013 – Boston/Orlando
- 2016 – Honey
- 2016 – Stay Beautiful
- 2018 – Have I Told You Enough
- 2018 – You're All I Need

### Partecipazioni a compilation
- 2015 – 2015 Warped Tour Compilation, con Bukowski
- 2016 – Rock Sound Presents: The Black Parade, con I Don't Love You (cover dei My Chemical Romance)

## Videografia

### Video musicali
- 2014 – Swim Down
- 2014 – I Hope You're Missing Me
- 2015 – Bukowski
- 2015 – Gum
- 2016 – Honey
- 2016 – Knuckles
- 2016 – Cheek
- 2017 – Talk In Your Sleep
- 2018 – Have I Told You Enough